# نابینا (فیلم ۲۰۱۱)
نابینا (انگلیسی: Blind; کره‌ای: 블라인드) یک فیلم جنایی محصول کره جنوبی در سال ۲۰۱۱ به کارگردانی آن سانگ هون و به نویسندگی چوی مین سوک است. در این فیلم کیم ها نول و یو سونگ هو ایفای نقش کردند.

## بازیگران
- کیم ها نول در نقش مین سو آه، پلیس سابق
  - کیم سو جین در نقش جوانی سو آه
- یو سونگ هو در نقش کوان گی سوب، پیک موتوری
- جو هی بونگ در نقش کارآگاه جو
- یانگ یونگ جو در نقش میونگ جین
- پارک بو گوم در نقش دونگ هیون، برادر کوچکتر مرحوم سو آه
  - سونگ یو بین در نقش جوانی دونگ هیون
- دالی در نقش سول گی
- سو هی در نقش جونگ یون
- کیم می کیونگ در نقش مدیر مدرسه
- چوی فیلیپ در نقش کارآگاه از بخش اطلاعات
- وون پونگ یون در نقش کارآگاه ۱
- جون جو وو در نقش کارآگاه ۴
- کیم کیونگ ایک در نقش پزشک ۲
- بک ایک نام در نقش صاحب ماشین
- هان یو وول در نقش زنی که سقط جنین می‌کند